# دلتا گرگ
دلتا گرگ یک ستاره است که در صورت فلکی گرگ قرار دارد.